# 1469
Пізнє Середньовіччя •  Відродження •  Реконкіста •  Ганза •  Ацтецький потрійний союз •  Імперія інків

## Геополітична ситуація
Османську державу очолює Мехмед II Фатіх (до 1481). Імператором Священної Римської імперії є Фрідріх III. У Франції королює Людовик XI (до 1483).
Апеннінський півострів розділений: північ належить Священній Римській імперії, середню частину займає Папська область, південь належить Неаполітанському королівству. Деякі міста півночі: Венеція, Флоренція, Генуя тощо, мають статус міст-республік.
Майже весь Піренейський півострів займають християнські Кастилія і Леон, де править Енріке IV (до 1474), Арагонське королівство на чолі з Хуаном II (до 1479) та Португалія, де королює Афонсо V (до 1481). Під владою маврів залишилися тільки землі на самому півдні.
Едуард IV є королем Англії (до 1470), королем Данії та Норвегії — Кристіан I (до 1481), королем Швеції —  Карл VIII Кнутсон. Королем Угорщини є Матвій Корвін (до 1490), а Богемії — Їржі з Подєбрад (до 1471). У Польщі королює, а у Великому князівстві Литовському княжить Казимир IV Ягеллончик (до 1492).
Частина руських земель перебуває під владою Золотої Орди. Галичина входить до складу Польщі. Волинь належить Великому князівству Литовському. Московське князівство очолює Іван III Васильович (до 1505).
На заході євразійських степів від Золотої Орди відокремилися Казанське ханство, Кримське ханство, Ногайська орда. У Єгипті панують мамлюки. У Китаї править династія Мін. Значними державами Індостану є Делійський султанат, Бахмані, Віджаянагара. В Японії триває період Муроматі.
У Долині Мехіко править Ацтецький потрійний союз на чолі з Ашаякатлем (до 1481). Цивілізація майя переживає посткласичний період. В Імперії інків править Панчакутек Юпанкі (до 1471).

## Події

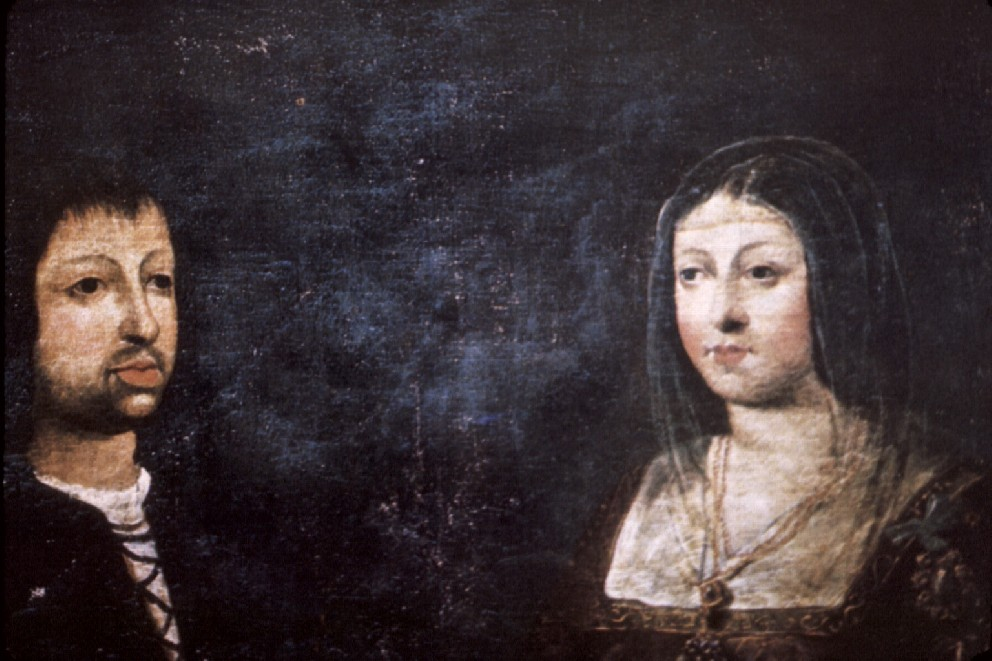
Весільний портрет католицьких королів Фердинанда та Ізабелли

- Менґлі I Ґерай удруге очолив Кримське ханство.
- Численне військо розбійників та вигнанників, що прийшло з-за Волги спустошило Поділля. За свідченням польського історика Яна Длугоша вони називали себе козаками.
- Угорський король Матвій Корвін проголосив себе королем Богемії, попри супротив державної ради.
- 18 жовтня у Вальядоліді одружились Фердинанд II Арагонський та Ізабелла Кастильська.
- В Англії Річард Невілл, граф Ворік перейшов на бік ланкастерців і завдав поразки йоркістам у битві поблизу Еджкот-Мура.
- Сигізмунд Австрійський продав Ельзас герцогу Бургундії Карлу Сміливому.
- Французький король Людовик XI заснував Орден святого Михайла.
- Правителем Флоренції став Лоренцо Медічі.
- Марсіліо Фічіно завершив переклад творів Платона.
- Узун-Хасан, султан Ак-Коюнлу, захопив у Тимуридів Іран, а також території Кара-Коюнлу.
- Ашаякатль став тлатоані Ацтецького потрійного союзу.

## Народились
- 3 травня — Нікколо Мак'явеллі, політичний мислитель і державний секретар Флоренції.